# Histoire d'O (film)
Histoire d'O è un film del 1975 diretto da Just Jaeckin e interpretato da Corinne Cléry. Il soggetto è tratto dal romanzo omonimo di Pauline Réage, trasposto negli anni settanta del XX secolo.

## Trama
Una giovane fotografa, conosciuta sempre e solo con l'iniziale del suo nome, "O", viene condotta dal suo amante René Marcel in un castello situato a Roissy, dove sarà assoggetta a rituali sadomasochisti, quali la flagellazione ripetuta, fino a essere trasformata in un puro e semplice oggetto sessuale. Qui apprende tutti i segreti dell'arte del sesso e della sottomissione volontaria. Al termine del suo soggiorno iniziatico, prima di ripartire, le viene consegnato un anello di ferro che dovrà indossare sempre e che la identifica come schiava.
Poco dopo, "O" incontra una modella di nome Jacqueline, che dimostra presto di provare un forte interesse per l'avventura vissuta da "O", letteralmente sedotta da ciò che le racconta l'amica; contemporaneamente René presenta sir Stephen H. come fratello maggiore alla sua giovane e bella fidanzata. "O" viene quindi invitata da sir Stephen nella sua casa di campagna, dove si trovano Anne-Marie e altre giovani donne, tutte in attesa d'essere marchiate a fuoco. La visita di "O" si conclude con l'inserimento di un anello nelle sue grandi labbra, con la pratica di un piercing, e, subito dopo, con la marchiatura delle natiche con le iniziali dell'uomo (S.H.): infine, sir Stephen la condivide con altri due uomini, Ivan e "il comandante", che possono così possederla liberamente e ripetutamente.
Più tardi, sir Stephen, "O", Jacqueline e René vanno insieme a visitare la casa del "comandante" in Bretagna. Successivamente "O" accompagna Jacqueline a Roissy, dove sarà addestrata a servire René come perfetta schiava. Al suo ritorno, "O" chiede a sir Stephen se sarebbe riuscito a sopportare le stesse pene ed esperienze subite da lei stessa, per dimostrare l'amore incondizionato che prova nei suoi confronti. Quando l'uomo risponde "Credo di sì", "O" gli brucia improvvisamente il palmo della mano con un portasigarette rovente, lasciandovi così un cerchio, una O.

## Produzione
Il film inizialmente doveva essere diretto da Alejandro Jodorowsky e prodotto da Alan Klien.
Il ruolo di O era stato inizialmente offerto all'attrice britannica Anulka Dziubinska, resa celebre come playmate nel 1973 e per l'interpretazione dell'horror Ossessione carnale (Vampyres) nel 1974, ma l'attrice lo rifiutò su consiglio del suo agente. La parte venne allora offerta a Brigitte Fossey, che rifiutò a sua volta a causa del fatto che avrebbe dovuto recitare nuda in diverse scene. La scelta cadde quindi su Dalila Di Lazzaro, voluta dal produttore Carlo Ponti, ma alla fine vi venne preferita Corinne Cléry, che tuttavia esitò due mesi prima di accettare la parte. La Cléry si considerava troppo naïve (lett. "ingenua") per la parte, proveniva da una famiglia borghese, inoltre era già madre di un bambino di sei anni e si stava per sposare. Tuttavia finì per accettare su insistenza del suo agente e della produzione del film e fu proprio Histoire d'O a renderla celebre e fare di lei un'icona del genere cinematografico erotico e del fascino francese.
Il ruolo di sir Stephen era stato offerto originariamente a Christopher Lee, ma l'attore lo rifiutò.

## Distribuzione
Il film uscì nei cinema francesi il 28 agosto 1975. Distribuito in Italia dalla Filmarte Distribuzione a fine giugno 1976, con doppiaggio affidato alla CD.
Numerosi furono i tagli a cui fu sottoposto il film. L'edizione originale francese uscita nei cinema nell'agosto 1975 durava 105 minuti. In occasione della sua prima distribuzione italiana nei cinema fu accorciato di ben 12 minuti, il che corrisponderebbe a 93/94 minuti, ma le vecchie fonti italiane danno l'edizione italiana come di ben 102 minuti. Sono inoltre circolate versioni da 97 minuti "approntate dallo stesso Jaeckin".
Le edizioni home video, prima in VHS e poi in DVD, presentavano vari metraggi. Quella della Mondadori totalizza a malapena un'ottantina di minuti e i recenti DVD che riportano la dicitura "edizione integrale" e che si baserebbero su quello francese "integrale" uscito nel 2005, arrivano ai 100 minuti netti.

## Accoglienza
Davide Pulici descrive il film in questi termini: «il film di Jaeckin è invecchiato bene [...] la vicenda di "O" che si fa cieco strumento e olocausto del piacere dell'Amante non lascia né annoiati né indifferenti: la Clery era di una bellezza opalina, morbida e perfetta (e già quando passò in Italia aveva perso qualcosa) [...]. La fonte letteraria omonima [era stata] composta nel 1954 dalla penna di Pauline Réage, alias Dominique Aury, alias Anne Desclos (1907-1998), scrittrice di destra che compose il romanzo per compiacere il suo anfitrione-amante Jean Paulhan (e la pseudo Pauline adombrava il gioco). [...] All'uscita del libro [...] gli intellettuali francesi rimasero sbalestrati ed è passata alla storia l'esclamazione di Camus: "Una donna? Impossibile! Questo non può essere stato scritto da una donna...!".»

## Sequel e remake
Il film ha avuto tre sequel, dei quali il primo non ufficiale e l'ultimo più simile a un remake che a un sequel:
- Les fruits de la passion (1981)
- Histoire d'O, ritorno a Roissy (Histoire d'O: Chapitre 2) (1984)
- Histoire d'O 3 (The Story of O: Untold Pleasures) (2002)

Nel 1992 è stata realizzata una serie televisiva brasiliana, Histoire d'O (A História de O).